# Ku70
Ku70 — белок, в человеческом организме кодируемый геном XRCC6.

## Функция
Ku70 вместе с белком Ku80 составляют гетеродимерный Ku-белок, который связывается с двуцепочечными разрывами в ДНК и участвует в негомологичном соединении концов цепи (NHEJ — non homologous end joining). Этот белок играет роль также в V(D)J-рекомбинации, процессе, который использует NHEJ для создания антигенного разнообразия в иммунной системе млекопитающих.
Ku также необходим для поддержания длины теломер и заглушки субтеломерных участков цепи.
Изначально Ku был найден у больных системной красной волчанкой, в организме которых был обнаружен высокий уровень аутоантител к этому белку.

## Старение
Эмбриональные стволовые клетки (ЭСК) мышей, гомозиготные по мутации Ku70-/-, проявляют повышенную чувствительность к ионизирующей радиации по сравнению с гетерозиготными ЭСК (Ku70+/-) или диким типом (Ku70+/+). Мутантные мыши с дефицитом Ku70 представляют собой пример раннего старения организма. Мутантные мыши проявляли некоторые признаки старения в более раннем возрасте по сравнению с диким типом. Эти результаты позволяют предположить, что снижение способности к репарации двухцепочечных повреждений ДНК является причиной преждевременного старения, а нормальное функционирование гена, кодирующего белок Ku70, играет важную роль в целостности клетки.

## Номенклатура
Ku70 упоминается под несколькими названиями, в том числе:
- Аутоантигенный белок р70
- Субъединица 1, АТФ-зависимой ДНК-хеликазы 2
- XRCC6 (англ. X- ray repair cross-complementing 6)

## Взаимодействия
Ku70 был замечен во многих белок-белковых взаимодействиях: с CBX5, CREBBP, TERF2, NCF4, PCNA и многими другими.